# Намчами
Намчами (Южный Чами, вьет. Nam Trà My) — горный уезд, расположенный на юге провинции Куангнам, Вьетнам.

## География
Намчами — горный уезд, расположенный на юге провинции Куангнам, у подножия горы Нгоклинь. Через Намчами проходит шоссе 40B, соединяющем провинции Куангнам и Контум.
Площадь уезда — 825,46 км². Средняя высота — 800 м над уровнем моря. Земля в основном представляет собой красную и желтую ферралитные почвы.
Уезд граничит:
- на востоке — с уездом Шонтэй провинции Куангнгай.
- на западе — с уездом Фыокшон и уездом Дакглей провинции Контум.
- на юге — с уездами Туморонг и Конплонг провинции Контум.
- на севере — с уездом Бакчами.

### Климат
Климат тропический муссонный двухсезонный: сезон дождей с сентября по январь, сухой сезон — с февраля по август. Диапазон температур — от 7 °C до 32 °С. Среднегодовое количество осадков составляет 670—770 мм.

## Население
Численность населения в 2019 году — 31 306 человек, плотность населения — 38 чел/км².
В округе проживают этнические группы кадонг (седанг), мнонг, ко; вьеты составляют менее 2 % населения.

## Административный состав
В уезде Намчами имеется 10 административных единиц общинного уровня, в том числе 10 общин: Чаканг, Чазон (на юге), Чазон (на севере), Чаленг, Чалинь, Чамай (административный центр уезда), Чанам, Чатап, Чаван, Чавинь.

## История
Уезд Намчами раньше был частью старого уезда Чами.
20 июня 2003 г. Правительство издало Постановление № 72/2003/ND-CP, которым уезд Чами был разделён на два: Бакчами и Намчами.

## Экономика
В основном сельскохозяйственное производство, выращивание женьшеня и лекарственных растений, еще не сформировало промышленный парк. Местные фирменные продукты: красный рис, мёд, корица Чами, лекарственные растения, женьшень Нгок Линь.
Наряду с Бакчами этот уезд является районом выращивания знаменитой корицы провинции Куангнам, для чего здесь есть подходящие условия: высота местности составляет около 400—800 м, амплитуда температур днем и ночью большая, климат тропический, а перевал Хайван блокирует холодные ветры, дующие с севера. Коричные деревья очень хорошо растут в общинах Чазон (Trà Dơn), Чаленг, Чатап, Чамай и Чаван, и имеют здесь имеют очень высокое содержание эфирного масла. Помимо корицы, Намчами также выращивает ряд известных лекарственных трав, таких как женьшень Нгок Линь, южный женьшень и другие.
Здесь находятся гидроэлектростанции Чалинь 3 и Шонгчань 2.

### Женьшень Нгок Линь
Женьшень Нгок Линь — эндемичное растение района горы Нгоклинь, лекарственное растение, известное во всей стране.
По результатам химических исследований женьшеня Нгок Линь, в его корнях обнаружилось 52 сапонина, в том числе 26 сапонинов, обычно встречающихся в корейском, американском и японском женьшене, и 26 свойственных только этому виду. 19 сапонинов обнаружено в листья и стволе, из них 8 новых. Также листья и стебли женьшеня Нгок Линь также содержат 17 аминокислот, 20 микроэлементов и содержание глюкозы в эфирном масле 0,1 %. Женьшень Нгок Линь — одна из самых ценных лекарственных трав Вьетнама. Выращивание этого растения поддерживают власти на уровне уезда, провинции и государства. К 2025 году планировалось производить по 500—1000 тонн товаров на основе женьшеня в год, и по этому показателю выйти на второе место в мире (после Южной Кореи).
В природе произрастает на высоте более 1500 метров над уровнем моря. Устойчиво произрастает в старых смешанных лесах с незначительным антропогенным воздействием. Женьшень имеет многочисленные положительные эффекты:
- пациенты чувствуют хороший аппетит, хороший сон, прибавляют в весе, улучшается зрение, улучшается умственная и физическая активность;
- снижается утомляемость, предотвратить слабость, вызванную непрерывным трудом и перегрузками;
- повышается устойчивость организма к инфекционным заболеваниям, женьшень имеет синергетический эффект с некоторыми распространенными антибиотиками;

и другие.

## Примечание
1. 1 2  Nghị định số 72/2003/NĐ-CP về việc chia tách huyện Hiên thành các huyện Đông Giang và Tây Giang, huyện Trà My thành các huyện Bắc Trà My và Nam Trà My, tỉnh Quảng Nam. Архивировано 1 апреля 2020 года.
2. ↑  Tổng cục Thống kê. Дата обращения: 11 декабря 2023. Архивировано 10 января 2021 года.
3. ↑  Son Thuy. Сезон облаков на горе Нгоклинь (23 августа 2021). Дата обращения: 15 декабря 2023. Архивировано 15 декабря 2023 года.
4. ↑  Ban chỉ đạo Tổng điều tra dân số và nhà ở trung ương. Dân số đến 01 tháng 4 năm 2019 - tỉnh Quảng Nam. Дата обращения: 4 мая 2020. Архивировано 29 сентября 2020 года.
5. ↑  Винь Фонг. Развитие бренда вьетнамского женьшеня «Нгок Линь». Голос Вьетнама (19 июля 2017). Дата обращения: 3 июля 2024. Архивировано 15 декабря 2023 года.

## Ссылка
- namtramy.gov.vn (вьет.) — официальный сайт уезда Намчами